# Michel Boll
Michel Boll (Amsterdam, 27 april 1959) is een Nederlands schrijver van romans en korte verhalen.

## Biografie
Na zijn middelbare school in Amsterdam studeerde Boll neerlandistiek aan de Universiteit van Amsterdam. In 1983 studeerde hij cum laude af op een scriptie over mythologie in het werk van Harry Mulisch. Vanaf 1983 was Boll werkzaam als freelance journalist. Hij schreef daarnaast bijdragen aan Bzzletin. Vanaf 1987 werkte hij voor de KRO. Als schrijver debuteerde hij in 1995 bij uitgeverij De Arbeiderspers met de verhalenbundel Kus me kus me kus me. Dit boek werd als een van de vijf beste debuten van dat jaar genomineerd voor de Debutantenprijs 1996.
De in 1997 verschenen roman Krimp lag in het verlengde van de novellen ‘Net als die konijnen’ en ‘Four Memories’ in Kus me kus me kus me, met psychisch getroebleerde jongemannen die zich op tragikomische wijze staande trachten te houden tegenover hun medemensen en de maatschappij. In de in 2010 bij de Amsterdamse uitgeverij Mastix Press verschenen roman Houdini of De Tussentijd vecht de hoofdpersoon een strijd uit met het leven en de schepper ervan. Eind 2017 verschijnt de psychologische roman Kalm blijven. Begin 2022 gevolgd door de roman Takk! (het IJslandse woord voor ‘bedankt!’). Takk! heeft dezelfde hoofdpersoon als Kalm Blijven, in een latere episode van diens leven, maar is daar geen direct vervolg op.

## Stijl
Het werk van Michel Boll kenmerkt zich volgens NRC-critica Elsbeth Etty door een ‘laconieke als schrijnende’ stijl. ‘Michel Boll zet zijn vertellerstalent, zijn gevoel voor details en zijn onmiskenbare psychologische blik in voor een moderne zedenschets.’
Het juryrapport van de debutantenprijs in 1996 beschreef zijn werk als volgt: ‘Hij werkt met gedurfde perspectiefverschuivingen, typeert raak en stileert recht voor z’n raap, flitsend. Hij gebruikt prachtige beelden en vergelijkingen.’